# Henry Hauck
Pour les articles homonymes, voir Hauck.
Henry Pierre Louis Léopold Hauck, souvent orthographié Henri Hauck, né le 25 février 1902 à Neuilly-sur-Seine et mort le 13 octobre 1967 à Genève, est un enseignant, syndicaliste, militant socialiste, essayiste, conseiller d'État et diplomate français.

## Biographie

### Jeunesse et formation
- études secondaires au lycée Lakanal de Sceaux
- Licencié ès lettres à la Sorbonne en 1920
- En 1924 : titulaire d'une bourse d'études en politique internationale à l'université d'Aberystwyth au Pays de Galles. La même année, il adhère à la SFIO où il gravit rapidement les échelons
- Service militaire en 1926
- Le 31 juillet 1930, il épouse à Londres Miss Mabel Williams.
- Angliciste confirmé

### Années de guerre
- Mobilisé en septembre 1939
- En mai 1940 nommé en attaché du travail à l'ambassade de France au Royaume-Uni. Il représente en même temps la CGT auprès des trade-unions britanniques.
- se met au service du général de Gaulle dès le 19 juin 1940.
- 1er août 1943 : devient directeur des relations avec les organisations professionnelles de travailleurs et d'employeurs du Commissariat aux Affaires sociales à Alger, dirigé par Adrien Tixier
- 5 juillet 1944 : nommé directeur de la mission du commissariat aux Affaires sociales de Londres
- du 8 mars au 28 juillet 1944 il siège à la commission de réforme de l'enseignement à Alger

### Dernières années
Termine sa carrière comme représentant de la France au BIT à Genève.

## Publications
- La Résistance ouvrière française
- Histoire du socialisme (1945)
- Evolution sociale de la Grande-Bretagne (1945)
- Économie politique et problèmes du travail (1953)